# Lutrochus luteus
Lutrochus luteus är en skalbaggsart som beskrevs av Leconte 1852. Lutrochus luteus ingår i släktet Lutrochus och familjen Lutrochidae. Inga underarter finns listade i Catalogue of Life.